# Pierre d’Hugues
Pierre Georges Louis Gaston d’Hugues (ur. 8 listopada 1873 w Orleanie, zm. 21 sierpnia 1961 w Wersalu) – francuski szermierz, dwukrotny medalista olimpijski.
Na igrzyskach olimpijskich w Paryżu w 1900 roku zajął piąte miejsce we florecie indywidualnym, w rundzie finałowej wygrywając trzy z siedmiu pojedynków. W szabli indywidualnej dotarł do półfinałów, a w szpadzie indywidualnej odpadł w pierwszej rundzie. Na rozgrywanej sześć lat później olimpiadzie w Atenach zdobył medale w dwóch z czterech konkurencji, w których wystąpił. We florecie indywidualnym był trzeci, wyprzedzili go tylko rodak Georges Dillon-Kavanagh i Niemiec Gustav Casmir. W szpadzie indywidualnej dotarł do półfinałów, jednak wycofał się z dalszej rywalizacji. W szpadzie drużynowej Francuzi w składzie: Georges Dillon-Kavanagh, Georges de la Falaise, Pierre d’Hugues i Richard Mohr zdobyli złoty medal. Startował także w szabli indywidualnej, w której odpadł w pierwszej rundzie.